# Corteno Golgi
Corteno Golgi là một đô thị ở tỉnh Brescia trong vùng Lombardia của Ý.
Các làng trực thuộc: Stadolina, San Pietro in Aprica. Corteno Golgi giáp các đô thị: Aprica, Edolo, Malonno, Paisco Loveno, Sernio, Teglio, Tirano, Villa di Tirano.

## Nhân vật nổi bật
- Camillo Golgi (1843-1926), bác sĩ, đoạt giải Noel Y khoa năm 1906 vì những nghiên cứu cấu trúc hệ thần kinh.